# Тигиев, Таймураз Вазноевич
Таймура́з Вазно́евич Тиги́ев (осет. Тыджыты Вазнойы фырт Таймураз; род. 15 января 1982 город Владикавказ Северная Осетия) — борец вольного стиля выступающий за Казахстан, чемпион России (2003), серебряный призер Летних Олимпийских игр 2008 Пекин и победитель международного турнира на призы Александра Медведя в Минске (2011). Заслуженный мастер спорта Республики Казахстан.
Младшие братья так же борцы — Сослан Тигиев и Батраз Тигиев.

## Биография
Родился 15 января 1982 года в городе Владикавказ Северной Осетии. С ранних лет стал заниматься вольной борьбой во Владикавказе. Тренировался у Игоря Рубаева и Юрия Кишиева. В 2001 году на Кубке мира в Балтиморе становится вторым, на чемпионате России в Москве — вторым, а на чемпионате мира среди юниоров в Ташкенте — третьим. В 2003 году становится чемпионом России в Черкесске. В 2004 году становится вторым на чемпионате России в Санкт-Петербурге. С 2006 года выступает за Казахстан и в этом же году становится бронзовым призёром Азиатских игр в Дохе. В 2008 году становится серебряным призёром летних Олимпийских игр в Пекине. В 2011 году становится победителем международного турнира на призы Александра Медведя в Минске и вторым на XVII Киевском Международном турнире в Киеве. В 2012 году становится серебряным призёром международного турнира «Чёрное море» в Одессе, а также участвует на летних Олимпийских играх в Лондоне и занимает 14-е место.
19 октября 2016 года Международный олимпийский комитет по результатам перепроверки допинг-пробы давшей положительный результат на Dehydrochlormethyltestosteron лишил Таймураза "серебряной медали" Летних Олимпийских игр 2008 года.

## Спортивные достижения
- Чемпион России в Черкесске (2003)
- Победитель международного турнира на призы Александра Медведя в Минске (2011)
- Указом президента Республики Казахстан от 29 августа 2008 года награждён орденом «Парасат» из рук президента.[2]